# Једначина Лотка–Волтера
Једначина Лотка-Волтера, позната и као једначина ловац-улов, јесте пре свега нелинеарна, диференцијална једначина, често коришћена да опише динамику биолошких система у оквиру којег две врсте живе и реагују, од којих је једна ловац, а друга жртва. Њу су предложили независно један од другог Вито Волтера и Алфред Лотка двадесетих година ХХ века. Класични модел употребљава једначину популационе динамике риса и зеца, која је постала популарна захваљујући бројним подацима сакупљеним у вези односа ове две врсте од стране Hudson's Bay Company током 19. века.

## Једначина
Уобичајена форма једначине је:
{\displaystyle {\frac {dx}{dt}}=x(\alpha -\beta y)}
{\displaystyle {\frac {dy}{dt}}=-y(\gamma -\delta x)}
где ознаке имају следеће вредности:
- y је број ловаца (на пример, лисица);
- x је број жртава (на пример, зечева);
- t представља раст броја врста током времена; и
- α, β, γ и δ су параметри који репрезентују интеракцију између ове две врсте.